# فرودگاه شهری اورورا (ایلینوی)
فرودگاه شهرستان اورورا (ایلی‌نوی) (به انگلیسی: Aurora Municipal Airport (Illinois)) یک فرودگاه همگانی بهره‌برداری هوایی با کد یاتا AUZ است که یک باند فرود بتن دارد و طول باند آن ۱۹۸۲ متر است. این فرودگاه در شهر اورورا، ایلی‌نوی کشور ایالات متحده آمریکا قرار دارد و در ارتفاع ۲۱۷ متری از سطح دریا واقع شده‌است.